# Friedrich Ritschl
Friedrich Wilhelm Ritschl, född den 6 april 1806 i Grossvargula nära Erfurt, död den 9 november 1876 i Leipzig, var en tysk klassisk filolog, kusin till Albrecht Ritschl.
Prästsonen Ritschl studerade på 1820-talet i Leipzig under Gottfried Hermann och i Halle under Karl Christian Reisig, blev 1832 extra ordinarie professor i Halle, 1833 i Breslau, företog 1836–1837 en mycket givande studieresa till Italien och blev 1839 professor och (jämte Welcker) direktor för klassisk-filologiska seminariet i Bonn, som snart blev samtidens mest betydande högskola för de klassiska språken. År 1865 kom Ritschl till Leipzig, där han verkade under sina senare år. 
Ritschls forskningar på det äldre latinets område, särskilt Plautus, blev epokgörande. Hans 1848 påbörjade kritiska upplaga av Plautus avbröts 1854; av den nya, 1871 påbörjade, hann han själv fullborda blott ett stycke, Trinummus (med berömda prolegomena, innehållande kritiska, grammatiska, prosodiska och metriska utredningar); upplagan fullbordades 1894 av hans lärjungar Löwe, Götz och Schöll. 
Parerga zu Plautus und Terenz utkom 1845, Opuscula utgavs 1867–1879 (5 band; i slutet förteckning på Ritschls samtliga arbeten). De äldre romerska inskrifterna behandlade Ritschl bland annat i Priscæ latinitatis monumenta epigraphica (1862–1864). Den grekiska filologin representeras av Die alexandrinischen Bibliotheken und die Sammlung der Homerischen Gedichte durch Peisistratos (=Opusc. I) med flera arbeten. 
Genom sina utmärkta läraregenskaper samlade Ritschl omkring sig en skola av vetenskapsidkare, som sedan i hög grad främjat den klassiska filologins utveckling, särskilt med hänsyn till den språkhistorisk-etymologiska riktningen. Bland dessa kan nämnas August Schleicher, Karl Brugmann, Franz Bücheler, Georg Curtius, Wolfgang Helbig, Wilhelm Ihne, Otto Ribbeck, Hermann Usener och Johannes Vahlen.